# Batalha de Collestrada
A batalha de Collestrada foi um dos episódios de guerra ocorridos devido aos atritos políticos entre as comunas de Perúgia e de Assis.
O confronto é famoso porque Giovanni di Pietro Bernardone, ou Francisco de Assis, participou dele e foi capturado e preso pelos perugianos junto com outros moradores de Assis. Foi um momento chave para a sua futura conversão.